# Holešov
Holešov település Csehországban, Kroměříži járásban. Holešov Martinice, Němčice, Zahnašovice, Pravčice, Chomýž, Jankovice, Třebětice, Rymice, Prusinovice, Bořenovice, Přílepy, Brusné és Lukoveček településekkel határos. Lakosainak száma 11 556 fő (2024. január 1.).

## Népesség
A település lakosságának változását az alábbi diagram mutatja:
| Lakosok száma | 6924 | 8907 | 9714 | 10 994 | 12 317 | 11 755 | 11 638 | 11 606 | 11 519 | 11 556 |
|               | 1869 | 1900 | 1921 | 1961   | 1980   | 2011   | 2016   | 2019   | 2021   | 2024   |